# Gleipnir (Manga)
Gleipnir (jap.: グレイプニル) ist eine japanische Manga-Serie von Sun Takeda, welche von 2015 bis 2023 veröffentlicht wurde. 2020 erschien eine Anime-Adaption.

## Inhalt
Der Schüler Shuichi entdeckt eines Tages die Fähigkeit, sich in ein Monster in Form eines riesigen Plüschtiers mit Pistole zu verwandeln. Als Shuichi seine Mitschülerin Claire rettet, ist Claire selber auf der Suche nach dem Monster. Später findet sie heraus, dass Shuichi das Monster ist. Da sie sadistisch ist und kaum Mitgefühl zeigt, scheut sie nicht Shuichi für ihre Zwecke auszunutzen. Schon bald entdeckt sie, dass Monster-Shuichi einen Reißverschluss auf dem Rücken hat, durch den sie in sein leeres Inneres einsteigen und ihn steuern kann. Sie erfahren von immer mehr Monstern wie Shuichi – unter ihnen auch Claires Schwester, die für den Tod der Eltern der beiden verantwortlich ist.

## Veröffentlichung
Der Manga erschien zuerst Februar 2015 bis 2021 im Magazin Young Magazine the 3rd bei Kodansha und von 2021 bis 2023 im Magazin Gekkan Young Magazine. Der Verlag brachte die Kapitel auch gesammelt in insgesamt 14 Bänden heraus. Eine deutsche Übersetzung erschien von April 2018 bis März 2025 bei Egmont Manga mit allen 14 Bänden. Eine englische Ausgabe wird von Kodansha USA herausgegeben, eine französische von Kana, eine spanische von Editorial Ivréa und eine italienische von Planet Manga.

## Anime
Der Anime wurde von Pine Jam produziert. Regie führte Kazuhiro Yoneda und das Drehbuch schrieb Shinichi Inotsume. Das Charakterdesign stammt von Takahiro Kishida, die künstlerische Leitung lag bei Yuka Okamoto.
Der Anime mit 13 je 25 Minuten langen Folgen lief vom 5. April 2020 auf Tokyo MX. Crunchyroll veröffentlichte die Serie international per Streaming, unter anderem mit deutschen und englischen Untertiteln. Die deutsche Fassung wurde zunächst bei Wakanim zugänglich gemacht, das später in Crunchyroll aufging. Eine deutsche Synchronfassung erschien im November 2021 bei Peppermint Anime auf Blu-ray. Synchronfassungen erschienen unter anderem auch auf Englisch und Portugiesisch.

### Synchronisation
Die deutsche Synchronfassung entstand bei Violetmedia unter der Regie von Christian Hanisch. Die Dialogbücher schrieben Cindy Kepke und Robert Weber.
| Rolle          | japanische Sprecher (Seiyū) | deutsche Sprecher      |
| -------------- | --------------------------- | ---------------------- |
| Shuichi Kagaya | Natsuki Hanae               | Benjamin Stolz         |
| Claire Aoki    | Nao Tōyama                  | Katharina Iacobescu    |
| Elena Aoki     | Kana Hanazawa               | Peggy Pollow           |
| Alien          | Takahiro Sakurei            |                        |
| Nana Mifune    | Miku Itō                    | Katharina von Daake    |
| Abukawa        | Yoshiaki Hasegawa           |                        |
| Hikawa         | Shizuka Ishigami            | Cindy Kepke            |
| Tadanori Sanbe | Hiroki Yasumoto             |                        |
| Honoka         | Haruka Shiraishi            | Kerstin Julia Dietrich |

### Musik
Die Musik der Serie komponierte Ryōhei Sataka. Das Vorspannlied ist Altern-ate- von Hikaru. Der Abspann ist unterlegt mit Ame to Taieki to Nioi, gesungen von Mili.

## Rezeption
Sun Takeda wisse, wie er erotische Bilder oder sexuelle Anzüglichkeiten glaubhaft einbauen könne, so die deutsche Zeitschrift AnimaniA. Die Erotik schade auch nicht der Spannung der blutrünstigen Geschichte. Optisch biete das Werk modernes, sauberes und schonungsloses Artwork und einen klassischen Panelaufbau. Es sei vergleichbar mit Serien wie Dolly Kill Kill, Real Account oder Magical Girl of the End.